# Ołeksandryniwka
Ołeksandryniwka (ukr. Олександринівка) – wieś na Ukrainie, w obwodzie kijowskim, w rejonie browarskim, w hromadzie Zhuriwka. W 2001 liczyła 113 mieszkańców, spośród których 111 wskazało jako ojczysty język ukraiński, a 2 rosyjski.